# حسي سيف (المضاربة والعارة)

تعديل مصدري - تعديل

حسي سيف هي إحدى قرى عزلة المضاربة بمديرية المضاربة والعارة التابعة لمحافظة لحج، بلغ تعداد سكانها 168 نسمة حسب تعداد اليمن لعام 2004.